# Maraton Lubelski
Maraton Lubelski – bieg maratoński odbywający się na terenie Lublina, organizowany od 2013 roku.
Profil trasy biegu charakteryzuje się znaczną liczbą podbiegów i zbiegów, sumą przewyższeń podobną do maratonu w Krynicy. Zdaniem organizatorów wynikający stąd poziom trudności zawodów jest atutem wyróżniającym ten bieg spośród innych biegów maratońskich w Polsce, z reguły odbywających się na płaskich trasach.

## Historia
Rok przed pierwszą edycją Maratonu Lubelskie Stowarzyszenie Biegowe zorganizowało bieg maratoński, który nazwano „dzikim”. Uczestnicy, których liczbę przed zawodami szacowano na 100, biegli w kolumnie z prędkością poniżej 10 km/h. Start znajdował się na placu Litewskim, a meta – na błoniach pod Zamkiem. Trasa biegła m.in. dookoła Jeziora Zemborzyckiego.
Miejsce startu pierwszej edycji Maratonu znajdowało się przy Bramie Krakowskiej, a meta – na placu Zamkowym. Trasa nie zawierała pętli, biegła przez całe miasto, w tym dookoła Jeziora Zemborzyckiego. W maratonie wzięło udział prawie 900 uczestników z 16 krajów (ukończyło 815 biegaczy). Oprócz właściwego biegu zorganizowano także Bieg Rodzinny. Organizatorzy wyrazili życzenie, by Maraton Lubelski był wstępem do Nocy Kultury.
Rok później start i metę wyznaczono na placu Litewskim. Zmieniono bieg trasy, którą wyznaczono głównymi ulicami Lublina. W tej edycji udział wzięło ponad 600 osób. W 2015 bieg trasy był zbliżony do zeszłorocznego (wiódł m.in. przez centrum miasta, dzielnice mieszkaniowe i przemysłowe), a zawody transmitowała telewizja publiczna. W ramach imprez pobocznych zorganizowano m.in. bieg dla przedszkolaków. W 2016 trasa była nieznacznie zmieniona w stosunku do poprzednich lat; start i metę ustawiono na placu Teatralnym przed Centrum Spotkania Kultur.

## Rekordy
- Mężczyźni: 2:28:42, Andrzej Starzynski ( Ukraina), 2015
- Kobiety: 2:56:29, Iryna Masnyk ( Ukraina), 2019

## Wyniki
| Nr  | Data           | Uczestnicy                                 | Zwycięzca                                  | Kraj                                       | Czas                                       | Zwyciężczyni                               | Kraj                                       | Czas                                       |
| --- | -------------- | ------------------------------------------ | ------------------------------------------ | ------------------------------------------ | ------------------------------------------ | ------------------------------------------ | ------------------------------------------ | ------------------------------------------ |
| I   | 8 czerwca 2013 | 867                                        | Aleksander Hołownicki                      | Ukraina                                    | 2:42:36                                    | Dorota Gruca                               | Polska                                     | 3:13:57                                    |
| II  | 11 maja 2014   | 645                                        | Rafał Czarnecki                            | Polska                                     | 2:40:58                                    | Katarzyna Pruszczak                        | Polska                                     | 3:22:09                                    |
| III | 10 maja 2015   | 624                                        | Andrzej Starzynski                         | Ukraina                                    | 2:28:42                                    | Yulia Bairamova                            | Ukraina                                    | 2:59:48                                    |
| IV  | 8 maja 2016    | 648                                        | Rafał Czarnecki                            | Polska                                     | 2:36:31                                    | Magdalena Kłoda                            | Polska                                     | 3:22:35                                    |
| V   | 7 maja 2017    | 602                                        | Rafał Czarnecki                            | Polska                                     | 2:37:30                                    | Magda Kłoda                                | Polska                                     | 3:06:55                                    |
| VI  | 13 maja 2018   | 571                                        | Rafał Czarnecki                            | Polska                                     | 2:38:15                                    | Iryna Masnyk                               | Ukraina                                    | 2:57:38                                    |
| VII | 12 maja 2019   | 510                                        | Rafał Czarnecki                            | Polska                                     | 2:42:40                                    | Iryna Masnyk                               | Ukraina                                    | 2:56:29                                    |
| –   | 2020           | Zawody odwołane z powodu pandemii COVID-19 | Zawody odwołane z powodu pandemii COVID-19 | Zawody odwołane z powodu pandemii COVID-19 | Zawody odwołane z powodu pandemii COVID-19 | Zawody odwołane z powodu pandemii COVID-19 | Zawody odwołane z powodu pandemii COVID-19 | Zawody odwołane z powodu pandemii COVID-19 |